# Leiomano

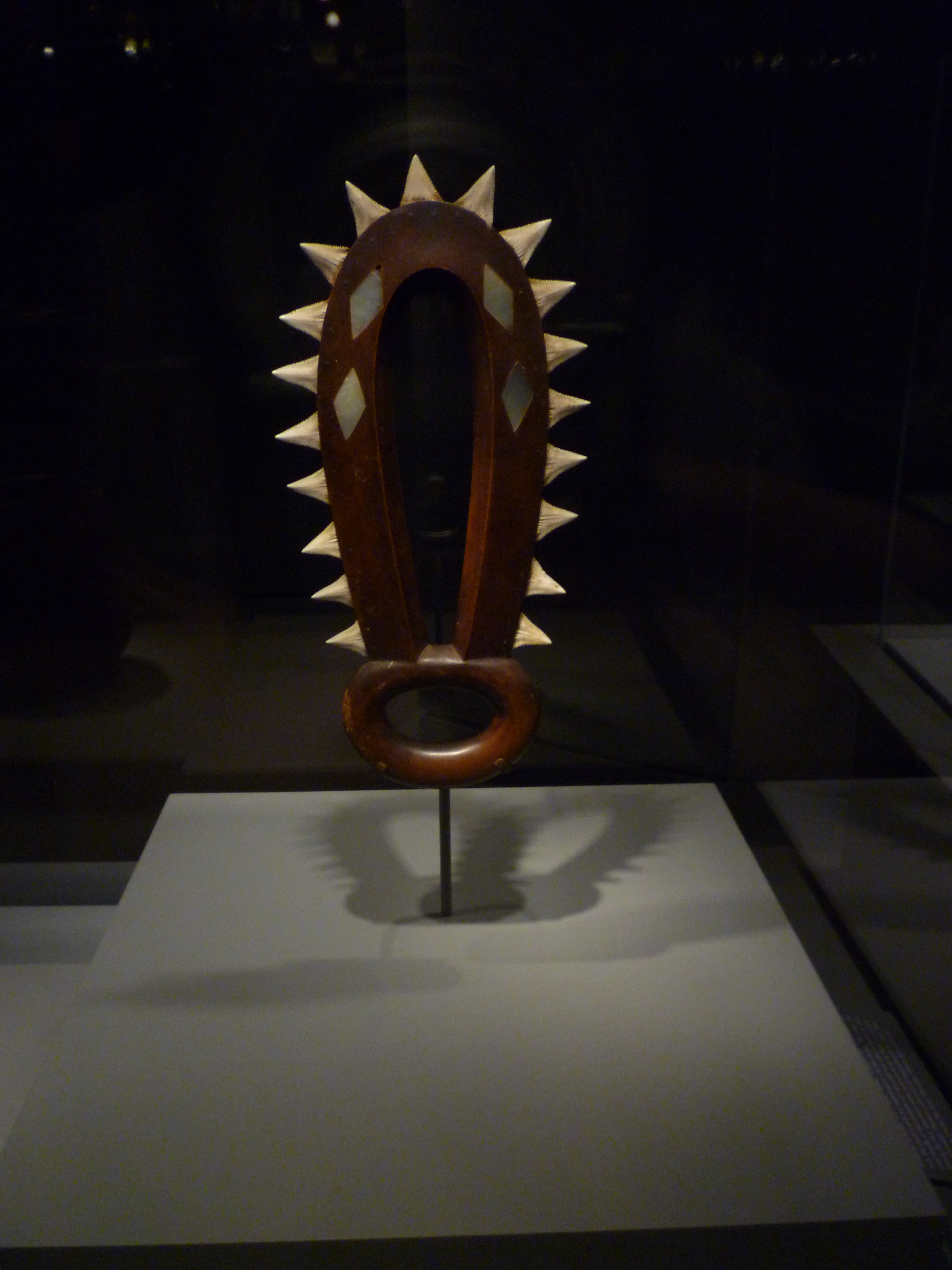
19. század eleji hawaii leiomano

A leiomano egy cápafogas bunkó, amelyet különböző polinéz kultúrákban, elsősorban a hawaii őslakosok használtak.
A "leiomano" szó a hawaii nyelvből származik, és a "lei o manō" szóból eredhet, ami azt jelenti, hogy "egy cápa virágfüzére".
A fegyver egy vastag pingpongütőre hasonlít, amelybe cápafogak vannak beillesztve, jellemzően a tigriscápák fogaiból. Ezeket a fogakat az ütő hornyaiba helyezik és a helyükre varrják. A nyél hegyén egy marlin kardformaszerűen megnyúlt felső állkapcsát is felhasználhatják tőrként. A fegyver pengés bunkóként működik, hasonlóan a Kolumbusz előtti mezoamerikai kultúrák obszidiánnal kirakott macuahuitljához.

## Észak-Amerika
Egy hasonló formájú fegyvert 1948-ban Gregory Perino talált darabokban az Illinois állambeli Cahokia városában. Egy eke által erősen megrongált fegyver nyolc tűzkőből készült cápafogutánzatból állt, és öt valódi cápafoggal volt kiegészítve. Mindkét esetben a fogak a nagy fehér cápához tartoztak.

## Fordítás
Ez a szócikk részben vagy egészben  a   Leiomano című angol Wikipédia-szócikk ezen változatának fordításán alapul.  Az eredeti cikk szerkesztőit annak laptörténete sorolja fel. Ez a jelzés csupán a megfogalmazás eredetét és a szerzői jogokat jelzi, nem szolgál a cikkben szereplő információk forrásmegjelöléseként.

## Látsd még
- Macuahuitl